# An Island Comedy
An Island Comedy è un cortometraggio muto del 1911 diretto da Ashley Miller.
Fu il film d'esordio per William Wadsworth, un attore che avrebbe girato nella sua carriera - durata fino al 1926 - quasi duecento pellicole.

## Produzione
Il film fu prodotto dall'Edison Company.

## Distribuzione
Distribuito dalla General Film Company, il film - un cortometraggio di una bobina - uscì nelle sale cinematografiche statunitensi il 27 ottobre 1911.	